# Tinos, Dimos Tinos
Tinos är en kommunhuvudort i Grekland.   Den ligger i prefekturen Kykladerna och regionen Sydegeiska öarna, i den sydöstra delen av landet, 140 km öster om huvudstaden Aten. Tinos ligger 7 meter över havet och antalet invånare är 4 573. Den ligger på ön Nísos Tínos.
Terrängen runt Tinos är kuperad åt nordost, men söderut är den platt. Havet är nära Tinos söderut. Närmaste större samhälle är Mykonos, 17,8 km sydost om Tinos. 